# NGC 2649
NGC 2649 (również PGC 24531 lub UGC 4555) – galaktyka spiralna z poprzeczką (SBbc), znajdująca się w gwiazdozbiorze Rysia. Odkrył ją William Herschel 5 lutego 1788 roku.